# Station Braives
Station Braives was een spoorwegstation langs de spoorlijn 127 in de gemeente Braives.
0,0: Landen ·
2,6: Waasmont ·
5,5: Avernas ·
6,3: Bertrée ·
9,6: Hannuit ·
11,5: Villers-le-Peuplier ·
13,9: Avennes ·
17,0: Braives ·
19,7: Fallais ·
22,7: Fumal ·
26,4: Huccorgne ·
28,5: Moha ·
33,6: Statte